# Bækstenbræk
Bæk-Stenbræk (Saxifraga rivularis) er en 5-15 cm høj urt, der er almindelig i Grønland på mosrig bund i væld, langs bække og i fugtige klippesprækker.
Den er udbredt mod nord til 78. nordlige breddegrad.